# Атанас Фиданин
Атанас Александров Фиданин е български футболист, който играе като ляв бек на Ботев Враца.

## „Левски“
През 2003 подписва с „Левски“ до 2007. Не изиграва нито един мач.

## „Черноморец“ Бургас
През 2007 подписва с „Черноморец“ Бургас. Изиграва 22 мача и отбелязва 1 гол.

## „Монтана“
През 2009 подписва с „Монтана“. Изиграва 25 мача и не вкарва нито един гол.

## „Пирин“
През 2012 подписва с „Пирин“. Изиграва 62 мача и вкарва 4 гола.

## „Локомотив“ (Горна Оряховица)
През 2013 подписва с „Локомотив“ (Горна Оряховица). Изиграл 83 мача и е вкарал 4 гола.